# قسم ويجنان الريفي (مقاطعة غيلانغرب)
قسم ويجنان الريفي (بالفارسية: دهستان ویژنان) هي منطقة سكنية تقع في قسم في إيران. يقدر عدد سكانها بـ 2,515 نسمة .